# San Pedro del Orinoco
Pour les articles homonymes, voir San Pedro et Orinoco.
San Pedro del Orinoco est la capitale de la paroisse civile de Guayapo dans la municipalité d'Autana dans l'État d'Amazonas au Venezuela sur l'Orénoque dont elle tire sa position sur le fleuve.